# پلیس راه

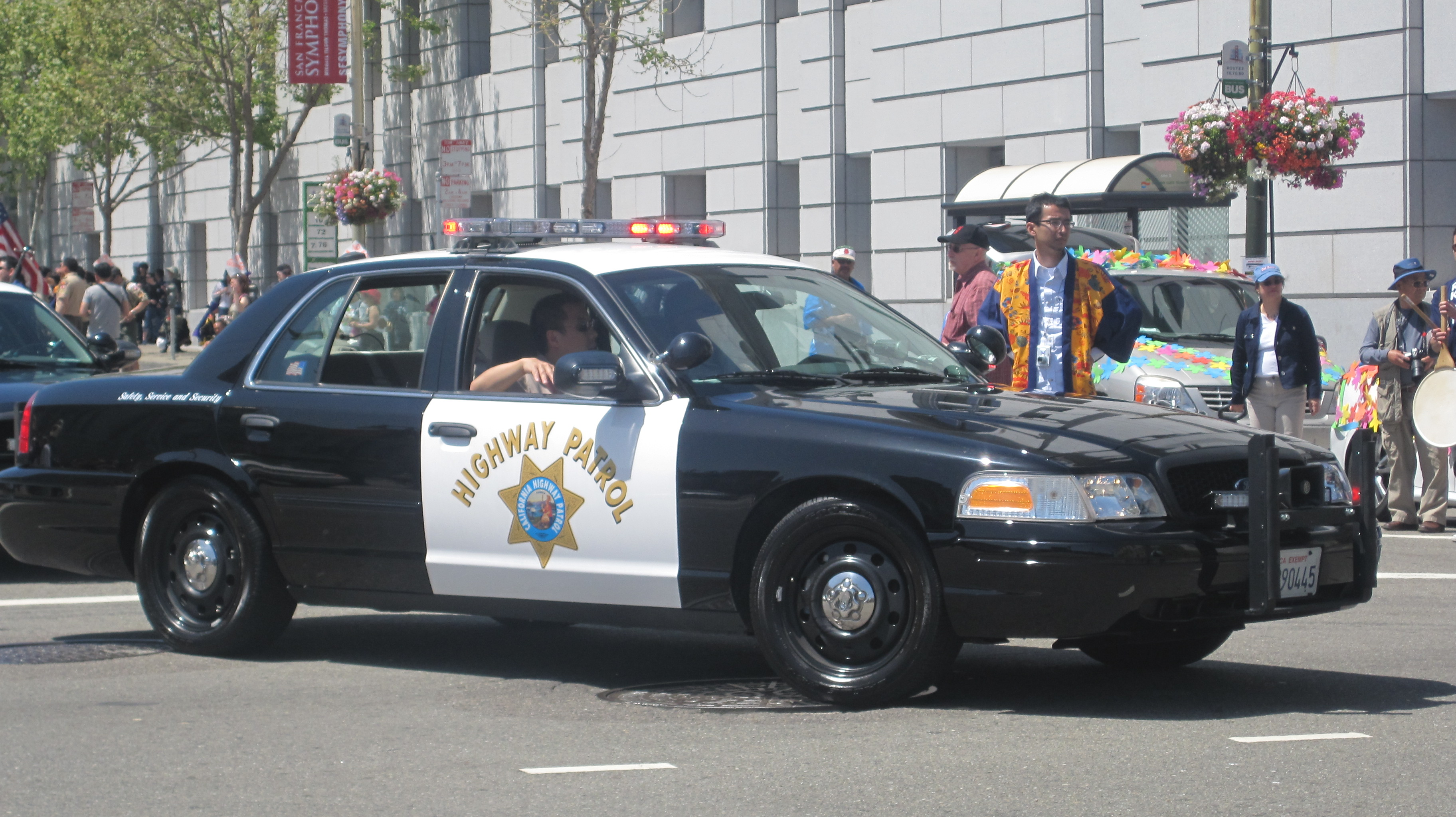
یک ماشین پلیس بزرگراه کالیفرنیا

پلیس راه (انگلیسی: Highway patrol) یا پلیس بزرگراه به نیروی پلیس یا بخشی از پلیس گفته می‌شود که مسئولیتش گشت زنی در بزرگراه‌ها و کنترل ایمنی، امنیت و روانی ترافیک است.
پلیس راه ممکن است بخشی از پلیس راهنمایی و رانندگی یا مستقل از آن باشد.

## وظایف پلیس راه
وظایف پلیس راه ممکن است شامل موارد زیر شود:
- بررسی تصادفات: جمع‌آوری شواهد برای تعیین علت تصادف.
- اجرای مقررات مربوط به حمل و نقل جاده ای
- اجرای قوانین حمل و نقل جاده ای در بزرگراه‌ها از جمله کنترل خودروهای بزرگ و بارنامه آنها.
- آموزش: ارائه آموزشها و راهنمایی لازم به مسافران و رانندگان.
- واکنش اضطراری: ایمن‌سازی صحنه تصادف با استفاده از مخروط و همچنین ارائه کمک‌های اولیه به مصدوم.
- اجرای قانون: کمک به پلیس محلی در مناطق روستایی و مراقبت از جرائم غیرجاده ای.
- تعمیر و نگهداری: مشاهده و گزارش خرابی‌های بزرگراه.
- اجرای قوانین ترافیکی: اجرای قوانین و مقررات در نظر گرفته شده برای بهبود ایمنی ترافیک مانند محدودیت سرعت.

## نگارخانه

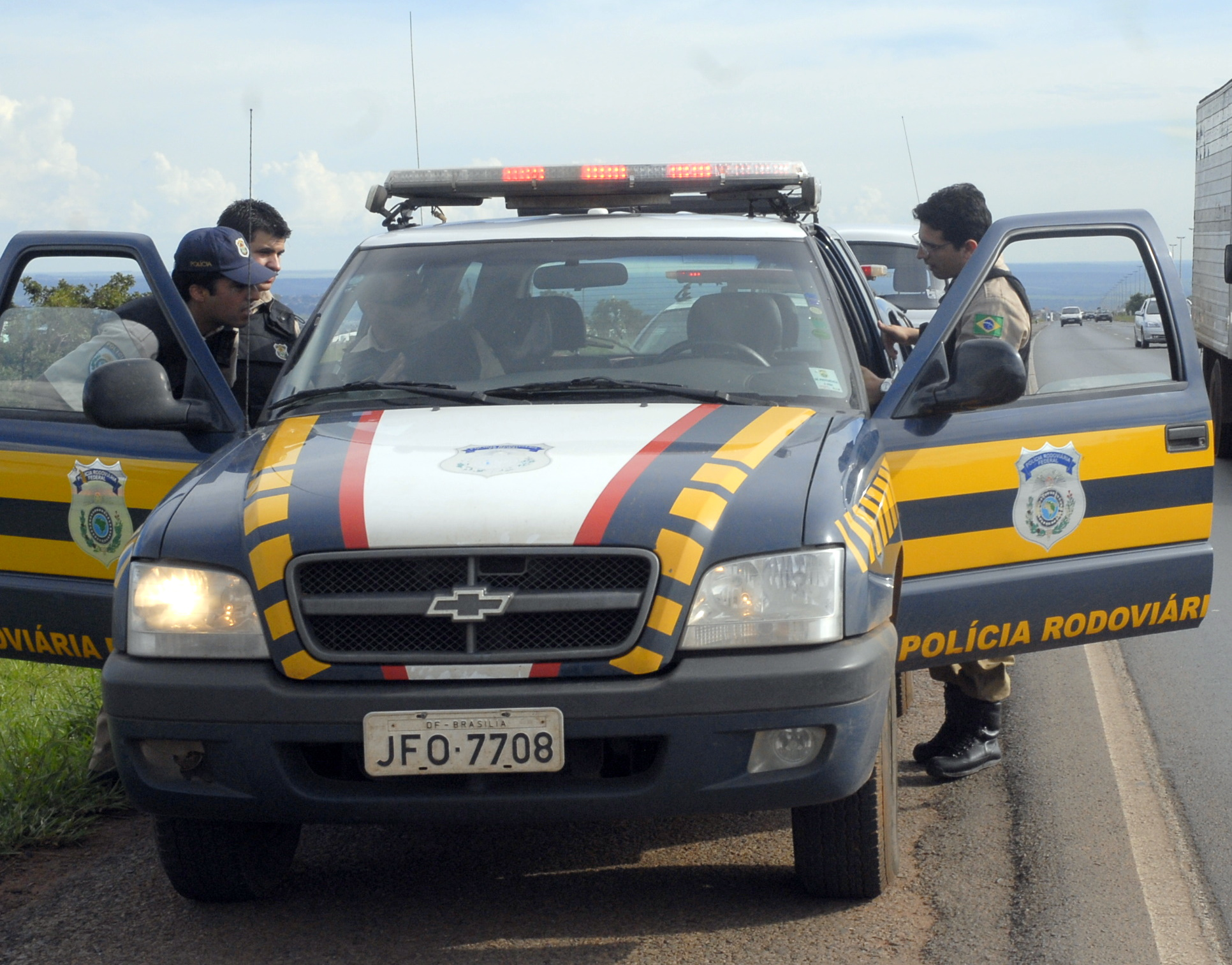
پلیس بزرگراه برزیل

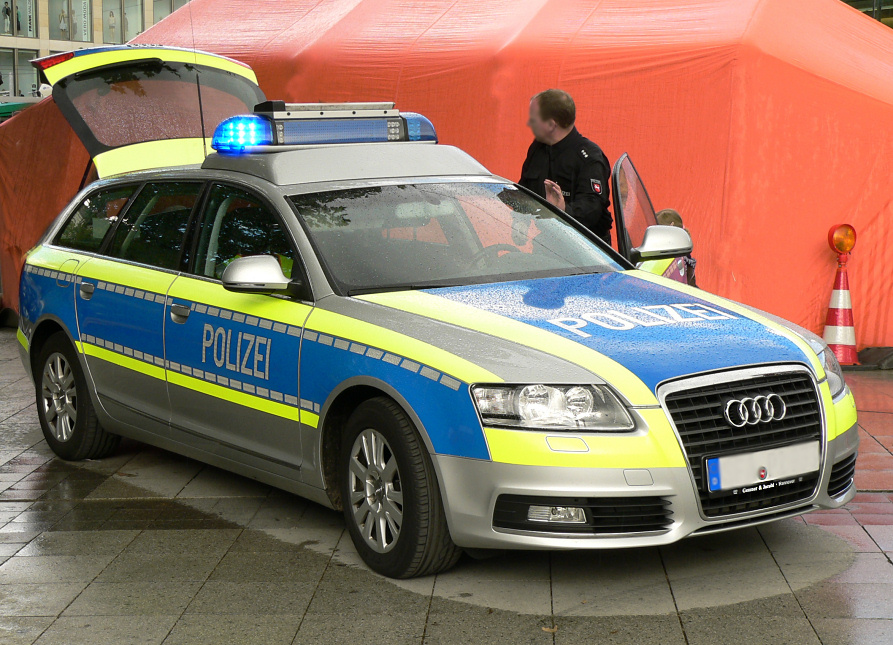
یک ماشین پلیس بزرگراه آلمان